# Aki, Kōchi
Aki (安芸市 Aki-shi) là một thành phố thuộc tỉnh Kōchi, Nhật Bản.